# أولغا هانس
أولغا هانس (بالبولندية: Olga Hans)‏ هي ملحنة بولندية، ولدت في 30 مايو 1971 في Pabianice ‏ في بولندا.